# Jon Gorenc Stankovič
Jon Gorenc Stankovič (* 14. Januar 1996 in Ljubljana) ist ein slowenischer Fußballspieler. Seit 2020 steht er beim SK Sturm Graz unter Vertrag.

## Karriere

### Verein
Gorenc Stankovič begann seine Karriere beim NK Domžale. Im April 2013 debütierte er für die Profis von Domžale in der 1. SNL, als er am 31. Spieltag der Saison 2012/13 gegen den FC Koper in der Startelf stand und in der 77. Minute durch Slobodan Vuk ersetzt wurde. Prompt bei seinem zweiten Einsatz am darauffolgenden Spieltag führte er seine Mannschaft erstmals als Kapitän aufs Feld. Bis Saisonende kam er zu sechs Einsätzen in der höchsten slowenischen Spielklasse.
Nachdem er sich mit Domžale für den Europacup qualifiziert hatte, absolvierte er im Juli 2013 in der ersten Runde der Qualifikation zur UEFA Europa League gegen Astra Giurgiu seine ersten beiden Spiele auf internationaler Vereinsebene, die jedoch beide verloren gingen. In der Saison 2013/14 kam er insgesamt zu zwölf Einsätzen in der 1. SNL.
Zur Saison 2014/15 wechselte er nach Deutschland zu Borussia Dortmund. Beim BVB kam er zunächst für die drittklassige Zweitmannschaft zum Einsatz, zudem spielte er in seiner ersten Saison auch für die U-19-Mannschaft in der A-Junioren-Bundesliga und in der UEFA Youth League. Im Oktober 2014 erzielte er bei einem 2:2-Remis von BVB II gegen den VfL Osnabrück sein erstes Profitor. Im November 2014 stand er gegen den SC Paderborn 07 zudem erstmals im Kader der Bundesligamannschaft der Dortmunder, für die er jedoch nicht zum Einsatz kam. Bis Saisonende kam er zu 31 Einsätzen in der 3. Liga für BVB II, das jedoch zu Saisonende in die Regionalliga absteigen musste. In der Saison 2015/16 kam Gorenc Stankovič abermals zu 31 Einsätzen für die Zweitmannschaft der Dortmunder.
Nach insgesamt 62 Einsätzen für die zweite Mannschaft wechselte er zur Saison 2016/17 nach England zum Zweitligisten Huddersfield Town. In seiner ersten Saison bei Huddersfield kam er zu sieben Einsätzen in der Championship. Nach gewonnenen Playoffs gegen Sheffield Wednesday und den FC Reading stieg er zu Saisonende mit seiner Mannschaft in die Premier League auf. In der ersten Spielzeit in der höchsten englischen Spielklasse kam er jedoch nicht zum Einsatz. Im August 2018 kam er zu seinem Debüt, als er am zweiten Spieltag der Saison 2018/19 gegen Manchester City in der Startelf stand. In jenem Spiel, das Huddersfield mit 6:1 verlor, erzielte er auch sein erstes Tor für Huddersfield und in der Premier League. Bis Saisonende kam er zu elf Einsätzen in der höchsten Spielklasse, aus der er mit seiner Mannschaft nach zwei Saisonen jedoch wieder absteigen musste.
Nach einer zweiten Saison für Huddersfield in der Championship wechselte Gorenc Stankovič zur Saison 2020/21 zum österreichischen Bundesligisten SK Sturm Graz, bei dem er einen bis Juni 2023 laufenden Vertrag erhielt. Nachdem der Vertrag bereits im Oktober 2021 vorzeitig um weitere zwei Jahre bis 2025 verlängert worden war, wurde der Vertrag im November 2023 vorzeitig bis 2027 verlängert.

### Nationalmannschaft
Gorenc Stankovič spielte im April 2011 erstmals für eine slowenische Jugendnationalauswahl. Von August 2012 bis März 2013 kam er zu acht Einsätzen für die U-17-Mannschaft. Im April 2013 absolvierte er gegen die Schweiz sein einziges Spiel für das U-18-Team.
Von Oktober 2013 bis November 2014 kam er zehn Mal für die U-19-Auswahl zum Einsatz. Im März 2015 debütierte er gegen die Ukraine für die U-21-Mannschaft. Bis Oktober 2018 kam er für diese zu 17 Einsätzen.
Im März 2019 stand er gegen Israel erstmals im Kader der A-Nationalmannschaft, sein Debüt gab er schließlich im Oktober 2020 in einem Freundschaftsspiel gegen San Marino. 2024 wurde er in den Kader der slowenischen Mannschaft für die EM berufen.

## Erfolge
- Österreichischer Meister: 2024, 2025
- Österreichischer Cup-Sieger: 2023, 2024